# Villarejo de Órbigo
Villarejo de Órbigo település Spanyolországban, León tartományban. Lakosainak száma 2873 fő (2024).

## Gazdaság
A lakossága mezőgazdasággal foglalkozik. Gabonaféléket, kukoricát, lucernát, napraforgót és cukorrépát termesztenek, bár az utóbbi jelentősen csökkent, a nemrégiben létrejött cukorgyár miatt.[forrás?]

## Földrajza
Tengerszint feletti magassága 817 méter. Területe 36,25 km².
Ponferradától 78 km-re, Leóntól 38 km-re fekszik.

## Turizmus

### Ünnepek
Szent Márton ünnepét minden november 11-én megünneplik. Júliusban  és augusztusban tartják az ifjúsági fesztivált.

### Gasztronómia
A településen a legnépszerűbb ételek a pisztrángból készült ételek.

## Lakosság

### Lakosság változása
| A lakosság változása 1996-tól 2008-ig. | A lakosság változása 1996-tól 2008-ig. | A lakosság változása 1996-tól 2008-ig. | A lakosság változása 1996-tól 2008-ig. | A lakosság változása 1996-tól 2008-ig. | A lakosság változása 1996-tól 2008-ig. | A lakosság változása 1996-tól 2008-ig. | A lakosság változása 1996-tól 2008-ig. | A lakosság változása 1996-tól 2008-ig. | A lakosság változása 1996-tól 2008-ig. | A lakosság változása 1996-tól 2008-ig. |
| -------------------------------------- | -------------------------------------- | -------------------------------------- | -------------------------------------- | -------------------------------------- | -------------------------------------- | -------------------------------------- | -------------------------------------- | -------------------------------------- | -------------------------------------- | -------------------------------------- |
| 2008                                   | 2007                                   | 2006                                   | 2005                                   | 2004                                   | 2003                                   | 2002                                   | 2001                                   | 2000                                   | 1998                                   | 1996                                   |
| 3185                                   | 3201                                   | 3225                                   | 3239                                   | 3290                                   | 3282                                   | 3156                                   | 3109                                   | 3434                                   | 3579                                   | 3616                                   |

### Politika
2011 novemberében a választásokat María Estrella Fernández Mielgo (Néppárt) nyerte, így ő lett a polgármester.

## Népesség
A település lakosságának változását az alábbi diagram mutatja:
| Lakosok száma | 3409 | 3290 | 3301 | 3313 | 3244 | 3194 | 3034 | 2974 | 2930 | 2873 |
|               | 2001 | 2004 | 2007 | 2009 | 2012 | 2014 | 2017 | 2019 | 2022 | 2024 |